# 克桑提普斯
克桑提普斯是一名希腊（可能是斯巴达）雇佣兵首领，在第一次布匿战争期间由迦太基雇用，帮助他们对抗罗马军队。他对迦太基士兵进行训练，最终于公元前255年的突尼斯之战中带领迦太基军队击溃罗马军队，并俘获罗马统帅、执政官马尔库斯·阿蒂利乌斯·雷古鲁斯。
根据狄奥多罗斯的描述，克桑提普斯在突尼斯之战后曾帮助利利贝乌姆城（今马尔萨拉）击退罗马军的围攻。然而这座城市却背叛了他，给了他一艘漏水的船，使他最终葬身亚得里亚海。不过历史学家拉曾比（J. F. Lazenby）认为这个故事完全是虚构的。有记载表明克桑提普斯曾于公元前245年出掌托勒密三世所获的一个新省。